# JAMA Dermatology
JAMA Dermatology è una rivista medica mensile sottoposta a revisione paritaria e pubblicata dall'American Medical Association. Tratta dell'efficacia della diagnosi e del trattamento nella dermatologia medica e chirurgica, nella dermatologia pediatrica e geriatrica e nella chirurgia dermatologica oncologica ed estetica.
La rivista è stata fondata come parte degli Archives of Dermatology and Syphilology (dal 1920 al 1950), dopodiché fu intitolata A.M.A. Archives of Dermatology and Syphilology (dal 1950 al1954), poi A.M.A. Archives of Dermatology (dal 1955 al 1960), quindi Archives of Dermatology (dal 1960 al 2012), finché ottenne il nome attuale nel gennaio 2013.
Secondo il Journal Citation Reports, nel 2021 la rivista ha ricevuto un fattore di impatto pari a 11,816, collocandosi al 2° posto fra 69 altre nella categoria dermatologica.
Il caporedattore è Kanade Shinkai (Università della California, San Francisco).

## Indicizzazione
Gli abstract e gli articoli della rivista sono indicizzati da  Index Medicus/MEDLINE/PubMed.